# Model fizyczny
Model fizyczny – abstrakcyjny twór odzwierciedlający w uproszczeniu układ rzeczywisty. Jednocześnie model fizyczny zachowuje najbardziej istotne cechy układu rzeczywistego.
Istotą modelowania fizycznego jest wymóg spełniania praw fizyki we wszystkich częściach danego modelu.
Wizualizacją modelu fizycznego jest często model graficzny, będący zbiorem symboli graficznych. Współcześnie istotną rolę odgrywa tu komputerowe wspomaganie projektowania, CAD (ang. Computer Aided Design).
Przykłady modeli:
- ciało doskonale białe
- ciało doskonale czarne
- ciało doskonale przezroczyste
- gaz doskonały
- kryształ doskonały
- płyn idealny